# Notocyathus conicus
Notocyathus conicus är en korallart som först beskrevs av Alcock 1902.  Notocyathus conicus ingår i släktet Notocyathus och familjen Turbinoliidae. Inga underarter finns listade i Catalogue of Life.